# Sramotilni steber, Negova
Sramotilni steber oziroma pranger v je sramotilni steber v Negovi, ki stoji na vrhu griča pred gradom Negova ob cerkvi Marijinega rojstva.  Pranger je prvotno stal v vasi ob hiši grajskega upravnika, ki še vedno stoji, saj so gospodje graščino povečini obiskovali samo za dopuste, love in podobno. Tam je bil pretok ljudi največji in s tem tudi učinek sramotenja. Leta 2006 je bil pranger premeščen.
Pranger je sestavljen iz manjšega in novejšega spodnjega dela iz leta 2006 ter starejšega in večjega zgornjega dela. Spodnji del je pravilne kvadraste oblike in nosi na štirih stranskih ploskvah različne napise, ki se glasijo PRANGER SODNA PRAVICA KAMEN ČASTI, DOBRO IME JE DRUGO PREMOŽENJE, 2006 900 LET NEGOVE ter HONESTUS RUMOR ALTERUM PATRIMONIUM. Zgornji del prangerja v Negovi je starejši in bolj nepravilne oblike, vanj pa je vklesana letnica 1656. Spodnji del je izdelal kipar Mirko Bratuša, zasnoval pa arhitekt Aleksander Ostan. Z zapisi so skušali povedati, da je šlo za kaznovanje prekrškov zoper čast, ki so ga izvrševali z zmanjševanjem časti prestopnika. Izraz 'kamen časti' so uporabljali tudi v Bistrici ob Sotli, kjer pa ima nasproten pomen od tega v Negovi. Po navedbah portala Kozjansko.info so tam leta 2010 postavili nasprotje sramotilnemu stebru – skalo, ki tehta 17 ton, v katero je vklesana podoba podsreškega prangerja, ki naj bi nekoč stal v Bistrici.
Gospoščina Negova je  bila najmogočnejša plemiška posest v 17. stoletju med rekama Pesnico in Muro. V srednjem veku so gospodje na tem območju imeli pravico do sodne oblasti, kar dokazuje nedaleč od gasilskega doma najdeni del sramotilnega stebra ali 'prangerja', ki nosi letnico 1656 in je bil po zapisih sodeč v uporabi vse do pomladi narodov leta 1848.
Slovenski etimološki slovar nam pove, da je beseda pranger prevzeta iz srednjevisokonemškega pranger ali branger, iz česar se je razvilo nemško Pranger. To je prek latiniziranega prangerium izposojeno iz srednjespodnjenemškega prenger, kar je izpeljanka iz pranger, v srednjevisokonemškem phrengen in pomeni stiskati, vezati.
Niti v izvirniku, niti v prevodih gorskih bukev ni omembe sramotilnih kazni – izoblikovale so se skozi prakso. Zapisniki o vinogorskih pravdah pričajo, da so bile tovrstne kazni med Slovenci zelo priljubljene.
Častne kazni so obsojenca prepuščale sramoti in zasmehovanju. Privezali ali priklenili so ga k steni, križu ali ga postavili na poseben oder, klop ali pa ga zaprli v kletko. Ponekod so ženskam zaradi obrekovanja okoli vratu obesili sramotilne kamne ali pa slabim muzikantom dajali posebne sramotilne piščali.
Izpostavitev na sramotilnem odru se je izrekala zelo pogosto, zato je pranger postal znak pravice nižjega sodstva in s tem presegel svojo prvotno funkcijo kot samo sredstvo za izvrševanje častnih kazni.
Kazen izpostavljanja obsojencev v sramotilne namene se je izvrševala v raznih oblikah, kaznovali pa so predvsem bogokletje, sramotenje, prepirljivost, lažnivost, tatvine, pretepanje in goljufije.